# 岡倉登志
岡倉 登志（おかくら たかし、1945年 - ）は、日本の歴史学者。大東文化大学文学部名誉教授。専門は、西洋政治史、アフリカ史、
ヨーロッパ・アフリカ関係史。曾祖父は美術評論家の岡倉天心。父は岡倉古志郎。天心研「鵬の会」代表。

## 略歴
千葉県出身。1974年明治大学大学院政治学研究科博士課程単位取得退学。1975年にセネガル、ギニア、ナイジェリアなど西アフリカに半年滞在、その後もエチオピア、ジブチ、ケニア、タンザニアで数回の調査・研究旅行を行う。1988年4月より2011年3月まで大東文化大学文学部教授。
2002年には天心研究会「鵬の会」を結成し、『東洋文化』（大東文化大学東洋研究所）、『五浦論叢』(茨城大学五浦美術文化研究所)、『LOTUS』(日本フェノロサ協会)、『鵬』に論文を発表したり、講演を行うなど、近年は曾祖父である岡倉天心の研究にも力を入れている。

## 著書

### 単著
- 『ブラック・アフリカの歴史』三省堂、1979年。
  - 改題改訂 編『アフリカの歴史 侵略と抵抗の軌跡』明石書店、2001年。
- 『ボーア戦争 金とダイヤと帝国主義』教育社〈教育社歴史新書〉、1980年。
- 『二つの黒人帝国 アフリカ側から眺めた「分割期」』東京大学出版会、1987年。
- 『「野蛮」の発見　西欧近代のみたアフリカ』講談社〈講談社現代新書〉、1990年。
- 『西欧の眼に映ったアフリカ 黒人差別のイデオロギー』明石書店、1996年。
- 『エチオピアの歴史 “シェバの女王の国"から“赤い帝国"崩壊まで』明石書店、1999年。
- 『ボーア戦争』山川出版社、2003年。
- 『アフリカの植民地化と抵抗運動』山川出版社〈世界史リブレット121〉、2010年。

### 編著
- 『アフリカ史を学ぶ人のために』世界思想社、1996年。
- 『ハンドブック現代アフリカ』明石書店、2002年。
- 『エチオピアを知るための50章』明石書店、2007年。

### 共著
- （北川勝彦）『日本-アフリカ交流史 明治期から第2次世界大戦期まで』同文館出版、1993年。

### 共編
- （宮本正興）『アフリカ世界 その歴史と文化』世界思想社、1984年。
- （生田滋）『ヨーロッパ世界の拡張 東西交易から植民地支配へ』世界思想社、2001年。

### 天心関連
- 『世界史の中の日本 岡倉天心とその時代』明石書店、2006年
- 岡本佳子・宮瀧交二共著『岡倉天心　思想と行動』吉川弘文館、2013年
- 『曾祖父覚三 岡倉天心の実像』宮帯出版社、2013年
- 『岡倉天心の旅路』新典社、2022年
- 『岡倉天心『茶の本』の世界』ちくま新書、2024年